# Carinapex minutissima
Carinapex minutissima é uma espécie de gastrópode do gênero Carinapex, pertencente a família Horaiclavidae.